# 1867 en sport
Cet article présente les faits marquants de l'année 1867 en sport.

## Athlétisme
- Premier numéro de la revue spécialisée anglaise The Athlete[1].
- 27 juillet : le Britannique William McLaren, court le 100m dans un temps mesuré de 11 secondes.

## Aviron
- 13 avril : The Boat Race entre les équipes universitaires d'Oxford et de Cambridge. Oxford s'impose[2].
- 19 juillet : régate universitaire entre Harvard et Yale. Harvard s'impose[3].
- Régates internationales organisées à Paris par le Rowing-Club Paris à l'occasion de l'exposition universelle[4].

## Baseball
- 15 juin :  Les Cincinnati Red Stockings affrontent les New York Mutuals à l'Union Grounds de New York devant 10 000 spectateurs. Le match est chaudement disputé, et les Red Stockings s'imposent 4 à 2[5].
- 4 octobre : les Philadelphia Excelsiors s’imposent face aux Brooklyn Uniques en finale du premier championnat de baseball américain réservé aux joueurs noirs. L’esclavage a bien été aboli aux États-Unis après la guerre de Sécession, mais le cloisonnement noir/blanc qui se met alors en place ne permet même pas aux joueurs noirs de jouer au baseball dans des clubs « blancs » comme le confirme les décisions prises par la NABBP le 16 octobre et le 9 décembre[6].
- 10 octobre : unions de Morrisania remporte le 11e championnat de baseball de la NABBP avec 21 victoires et 8 défaites[6].

## Boxe
- Le marquis anglais de Queensbury codifie la boxe anglaise[7].
- 10 mai : Jimmy Elliott bat Bill Davis dans le 9e round au Point Pelee l'Île au Canada. Davis a maintenant perdu tant pour Elliott que pour Mike McCoole qui continue à revendiquer titre de Champion américain, mais ces deux ne respecteront jamais les règles du ring[8].
- 31 août : Mike McCoole bat Aaron Jones dans le 34e round à la Station de Busenbord, dans l'Ohio aux États-Unis[9].
- 15 octobre : Jem Mace doit défendre le Championnat anglais contre Ned O'Baldwin à Londres mais la rencontre est empêchée par les autorités. L'accès au ring devient impossible. Les partisans réagissent à la dernière interdiction quittant le Championnat anglais. Les compétitions de boxe en Grande-Bretagne sont effectivement suspendues jusqu'à la fondation du le Club Sportif national en 1891[10].

## Cricket
- Le Yorkshire County Cricket Club est sacré champion de cricket en Angleterre[11].
- Avril : le Marylebone Cricket Club et I Zingari disputent un match de démonstration au Bois de Boulogne de Paris[12].
- Premier match international pour l'équipe de France qui affronte la Prusse à Homburg[12].

## Football
- 16 février : premier tour de la première compétition de football en Angleterre : la Youdan Cup. Elle rassemble 12 formations : Mechanics, Garrick, Hallam, Norfolk, Broomhall, Milton, Norton, Mackenzie, Heeley, Fir Vale, Pitsmoor et Wellington[13].
- 5 mars : finale de la Youdan Cup à Bramall Lane. Hallam remporte la coupe d'argent mise en jeu par le sponsor Tommy Youdan en s'imposant 2-0 face à Norfolk[13].
- 9 juillet : fondation du club écossais de football Queen's Park Football Club basé à Glasgow.
- 4 septembre : des joueurs de cricket du Sheffield Wednesday Cricket Club (fondé en 1825) fondent le club anglais de football de Sheffield Wednesday[14].
- 19 octobre : fondation du club de football anglais Chesterfield Football Club basé à Chesterfield.

## Golf
- 26 septembre : Tom Morris, Sr. remporte l'Open britannique à Prestwick[15].

## Joutes nautiques
- 25 août : L. Isoird, dit lou Mounard, remporte le Grand Prix de la Saint-Louis à Sète[16].

## Crosse
- William George Beers, un dentiste canadien, codifie les règles écrites par le Club de Crosse de Montréal en 1856.

## Rugby à XV
- création du club de rugby à XV anglais basé à Londres, les London Wasps.

## Sport hippique
- États-Unis : Première édition de la course hippique américaine de la Belmont Stakes, à New York. Ruthless s'impose[17].
- Angleterre : Hermit gagne le Derby d'Epsom[18].
- Angleterre : Cortolvin gagne le Grand National[19].
- Irlande : Golden Plover gagne le Derby d'Irlande[20].
- France : Patricien gagne le Prix du Jockey Club[21].
- France : Jeune Première gagne le Prix de Diane[22].
- Australie : Tim Whiffler gagne la Melbourne Cup[23].

## Voile
- 15 juin : fondation du Yacht Club de France[24].

## Naissances
- 17 janvier : Alfred Rawlinson, joueur de polo britannique. († 1er juin 1934).
- 5 février : Alfred Schneidau, joueur de cricket britannico-français. († 24 janvier 1940).
- 7 février : Joseph Collomb, pilote de courses automobile d'endurance et de côtes français. († 24 février 1908).
- 13 février : Harold Mahony, joueur de tennis irlandais et britannique. († 27 juin 1905).
- 7 mars : Henri Béconnais, pilote de courses automobile, de courses motocycliste puis cycliste sur route français. († 2 juillet 1904).
- 29 mars : Cy Young, joueur de baseball américain. († 4 novembre 1955).
- 30 mars : Jean-Baptiste Fischer, cycliste sur route français. († 15 mars 1935).
- 1er avril : Albert Allen, footballeur anglais. († 13 octobre 1899).
- 5 avril : Ernest Lewis, joueur de tennis britannique. († 19 avril 1930).
- 14 avril : Sammy Woods, joueur de cricket et joueur de rugby à XV anglais. († 30 avril 1931).
- 12 mai : Hugh Trumble, joueur de cricket australien. († 14 août 1938).
- 17 mai : James Spensley, footballeur puis entraîneur et arbitre anglais. († 10 novembre 1915).
- 21 mai : John Ferris, joueur de cricket australien et anglais. († 17 novembre 1900).
- 23 mai : John Exley, rameur américain. († 27 juillet 1938).
- 3 juin : Grace Roosevelt, joueuse de tennis américaine. († 29 novembre 1945).
- 11 juin : René Hanriot, pilote de course automobile français. († 6 novembre 1925).
- 23 juin : Robert Holmes, footballeur anglais. († 16 novembre 1955).
- 8 septembre : Maurice Audibert, pilote de courses automobile et industriel français. († 21 juillet 1931).
- 2 octobre : Fritz Held, pilote de courses automobile allemand. († 2 août 1938).
- 13 octobre : Miquel Valdés, footballeur et entrepreneur espagnol. († 5 mai 1951).
- 30 octobre : Ed Delahanty, joueur de baseball américain. († 2 juillet 1903).
- 11 novembre : Dicky Lockwood, joueur de rugby à XV et de rugby à XIII anglais. († 10 novembre 1915).
- 12 novembre : Valentine Hall, joueur de tennis américain. († 26 octobre 1934).
- 24 novembre : Louis de Champsavin, cavalier de sauts d'obstacles français. († 20 décembre 1916).
- 10 décembre : Wilberforce Eaves, joueur de tennis britannique. († 2 février 1920).
- 11 décembre : Antonio Conte, escrimeur italien. († 4 juin 1974).
- 18 décembre : Foxhall Parker Keene, joueur de polo puis pilote de courses automobile américain. († 25 septembre 1941).
- 20 décembre : William Heffelfinger, joueur de foot U.S. puis entraîneur américain. († 2 avril 1954).